# Bethesda (metropolitana di Washington)
Bethesda è una stazione della metropolitana di Washington, situata sulla linea rossa. Si trova nel centro di Bethesda, in Maryland, sulla Maryland Route 355.
È stata inaugurata il 25 agosto 1984, contestualmente all'apertura del tratto tra le stazioni di Van Ness-UDC e di Grosvenor. È costruita molto in profondità, ed è dotata di una scala mobile lunga 65 m.
La stazione è servita da autobus del sistema Metrobus (gestito dalla WMATA) e del sistema Ride On.